# Legenda (film din 1985)
Legenda (titlu original: Legend) este un film american din 1985 regizat de Ridley Scott. Rolurile principale au fost interpretate de actorii Tom Cruise, Mia Sara, Tim Curry, David Bennent, Alice Playten, Billy Barty, Cork Hubbert și Annabelle Lanyon. Filmul este o poveste întunecată și a fost descris ca fiind o întoarcere la mai multe fabule originale -uneori deranjante- din tradiția orală a celor mai vechi timpuri, înainte de a fi citite și rescrise la scară largă.

## Prezentare
Darkness vrea să arunce lumea în întuneric pentru a o putea conduce- în acest scop își trimite goblinii, conduși de Blix, să-i omoare pe ultimii doi unicorni.

## Distribuție
- Tom Cruise ca Jack[4]
- Mia Sara ca Prințesa Lily
- Tim Curry ca Darkness[5]
- David Bennent ca Honeythorn Gump, un elf și paznic al pădurii
- Alice Playten ca Blix, conducătorul goblinilor lui Darkness 
  - Alice Playten - este de asemenea și vocea lui Gump (dar nemenționat deoarece s-a considerat că vocea sa are accent prea germană.[6]
- Billy Barty ca Screwball
- Cork Hubbert ca Brown Tom
- Peter O'Farrell ca Pox
- Kiran Shah ca Blunder, aparent un spiriduș, dar de fapt este un elf aflat în rătăcire, care a căzut sub influența lui Darkness
- Annabelle Lanyon ca Oona, o zână care are o pasiune pentru Jack
- Chris Lorch ca Piecepypes
- Robert Picardo ca Meg Mucklebones
- Tina Martin ca Nell, soția fermierului care trăiește la marginea pădurii

## Producție
Filmările au început la 26 martie 1984. Platoul 7 al Pinewood Studios a fost în întregime incendiat la 27 iunie 1984.
Artistul în machiaj Rob Bottin a conceput pentru acest film un nou tip de machiaj, din silicon, permițând expresii faciale mai bune ale actorilor.